# Continental FM (Porto Alegre)
Continental FM é uma estação de rádio brasileira sediada em Porto Alegre, capital do estado do Rio Grande do Sul. Opera no dial FM, na frequência 98.3 MHz, e pertence à Rede Pampa de Comunicação. Seus estúdios estão na sede do grupo, no bairro Teresópolis, e seus transmissores estão no Morro da Polícia.

## História
A frequência já abrigou a Sogipa FM (pertencente à Sociedade de Ginástica Porto Alegre) entre 1990 e 1992, e possuía uma programação diversificada, desde programas sobre turismo até músicas alemãs. Vários locutores de sucesso, como Rogério Mendelski, Ananda Apple, Nilton Fernando, Leandro Maia, Lila Vieira, entre outros, tiveram passagens muito bem sucedidas pela emissora. Em 1 de novembro de 1992, a Sogipa FM foi vendida à Rede Pampa de Comunicação, que adotou a programação musical que perdura até hoje.
A Rede Pampa comprou o nome da extinta Continental AM 1120, emissora que marcou os anos 70 e foi descontinuada pelo Sistema Globo de Rádio em 1981.
A Continental, nos últimos anos, vem se consolidando cada vez mais na sua audiência, sendo uma das emissoras mais escutadas de Porto Alegre e região metropolitana. Em abril de 2019, a rádio se tornou líder em audiência no segmento adulto contemporâneo.

## Programação
A programação musical da emissora é voltada para o segmento adulto contemporâneo, transmitindo músicas das décadas de 1970, 1980, 1990, além de músicas pop, eurodance e flashbacks.[carece de fontes?]
Desde 1999, a Continental FM não possui locutores ao vivo, apenas transmitindo músicas e locuções gravadas da hora certa e de manchetes do portal de notícias O Sul, além dos intervalos comerciais. No entanto, entre 2015 e 2016, a Continental FM voltou a transmitir ao vivo, das 6hs às 11hs e das 12hs às 17hs, tendo notícias e músicas apresentadas pelas locutoras Janaína Juruá e Luciane Rocha.[carece de fontes?]
Em 6 de janeiro de 2019, mais uma vez a emissora volta a transmitir programação ao vivo, das 22h à 1h, de domingo a sexta-feira, com o já consagrado Love Songs, apresentado por Arlindo Sassi. Com o sucesso do programa entre o público, passou a ter duas edições diárias, sendo a primeira das 12h ás 14h. Atualmente, o Love Songs é o único programa ao vivo da emissora.